# 브룩클린의 뱀파이어
《브룩클린의 뱀파이어》(영어: Vampire in Brooklyn)는 미국에서 제작된 웨스 크레이븐 감독의 1995년 흡혈귀 코미디 공포 영화이다. 주연과 제작을 맡은 에디 머피가 원안 작업에도 참여하였으며, 에디 머피의 형 찰리 머피가 공동 각본을 썼다. 에디 머피와 함께 앤절라 배싯 등이 출연하였다.
이 영화는 미국에서 1995년 10월 27일 개봉되었으며 박스 오피스에서 제작사 기대치를 만족하는 데 실패하였다. 《48시간》(1982)으로 시작된 파라마운트 픽처스의 에디 머피 독점 계약은 이 작품을 마지막으로 끝이 났다.
초기에는 부정 평가를 받았으나 이후 고전 컬트 영화로 재평가되었다.

## 줄거리
시체가 가득한 유령선이 뉴욕 브루클린 조선소에 충돌한다. 이 배를 타고 늑대의 형상으로 당도한 흡혈귀 맥스는 선박 조사관 사일러스의 조카이자 동료인 줄리어스에게 자신의 피를 먹여 살이 썩어가는 하인 구울로 만든다.
세상에 남은 마지막 흡혈귀인 맥스는 역시 세계 유일의 반흡혈귀 담피르인 한 여성을 찾아왔으며, 다음 보름달이 뜨기 전에 이 여성을 완연한 흡협귀로 변신시킬 계획이다. 이 담피르의 정체는 뉴욕 경찰국(NYPD) 형사 리타로, 혈통의 비밀을 전혀 모르고 있다. 리타는 초자연 현상의 연구자였으며 정신이 온전치 않았던 어머니의 죽음을 아직 극복하지 못한 상태이다.
맥스는 리타를 주변으로부터 고립시킨 끝에 유혹에 성공해 리타의 십자고상 목걸이를 뜯어내고 목을 문다. 리타는 이후 동료 형사 저스티스의 피까지 탐내게 되며, 거울에 상이 비치지 않는 자신을 혐오한다. 맥스는 리타의 아버지가 그의 고향 카리브해 섬의 흡혈귀로, 흡혈귀 사냥꾼에게 죽임을 당했으며 이 때문에 리타의 어머니가 미쳐버렸다는 걸 알려준다.
흡혈귀 전문가 제이코 박사는 흡혈귀로의 변형을 막으려면 리타가 순수한 인간을 죽이지 않은 상태에서 만월 전에 맥스를 고대 단검으로 죽여야 한다고 조언한다. 리타는 피의 유혹을 물리치고 이를 그대로 행하고, 맥스의 존재는 연기와 함께 허물어진 뒤 박쥐 형상의 영이 되어 날아가버린다. 한편 몸이 완전히 썩어들어가던 줄리어스는 맥스의 반지를 찾아 끼면서 순식간에 옛 모습을 되찾으며 흡혈귀로 변모한다.

## 출연
- 에디 머피 - 맥시밀리언 "맥스" / 폴리 목사 / 귀도 역
- 앤절라 배싯 - 리타 베더 형사 역
- 앨런 페인 - 저스티스 형사 역
- 커딤 하디슨 - 줄리어스 존스 역
- 존 위더스푼 - 사일러스 그린 역
- 제이크스 모카이 - 제이코 박사 역
- 조애나 캐시디 - 듀이 경감 역
- W. 얼 브라운 - 경찰관 역

## 기타 제작진
- 공동 제작: 딕시 J. 캡
- 의상: 하 응우옌

## 우리말 녹음
MBC 성우진
- 이인성 - 맥스 (에디 머피)
- 김지영 - 리타 (안젤라 바셋)
- 장성호 - 저스티스 (알렌 페인)
- 김호성 - 쥴리어스 (카딤 하디슨)
- 이종혁 - 사일러스 (존 위더스푼)
- 이우신 - 제코 (제이키스 모케)
- 이선주
- 문남숙
- 박신희
- 방성준
- 이원찬
- 정재헌
- 조현정